# Nokia 6680
Nokia 6680 – model telefonu komórkowego firmy Nokia.

## Dane techniczne
- Dane ogólne
  - Sieci	GSM 900/1800/1900
  - Wymiary: 55.2 x 108.6 x 20.5 mm
  - Masa: 133 g
  - Czas czuwania (MAX): 240 godzin
  - Czas rozm. (MAX): 300 minut
  - Bateria: Li-Ion 900 mAh
  - Alarm wibracyjny: Tak
  - Pamięć wewnętrzna: 10 MB
  - Dwa wbudowane aparaty:
    - główny 1.3 Mpx (max. 1280 x 960 px),
    - przedni: VGA (640 x 480 px)
    - rozdzielczość wideo: 176 x 144 px
- System
  - Symbian OS v8.0a
  - S60 2nd Edition, Feature Pack 2
- Wyświetlacz
  - Paleta wyświetlacza: 256000 kolorów
  - Wymiary wyświetlacza: 176 x 208 px
- Połączenia
  - Bluetooth
  - USB (do PC)
- Karty pamięci
  - DV RS-MMC